# ريا قحطان
ريا قحطان (توفيت في 27 سبتمبر 2008) هي سياسية كردية في العراق وعضوة في الحزب الديمقراطي الكردستاني.

## الوفاة
قُتلت ريا قحطان في جلولاء، وهي بلدة صغيرة في ديالى بالعراق على بعد 80 ميلاً شمال شرق بغداد.
أفاد المتحدث باسم قوات البيشمركة، جبار جوير، أن اثنين من ضباط الشرطة طلبا من ثلاثة أفراد من جهاز المخابرات الكردستاني في أحد الأسواق إبراز هوياتهم، وعند رفضهم، ألقت الشرطة القبض عليهم.
وأضاف أن ريا قحطان توجهت إلى مركز الشرطة وطلبت الإفراج عنهم، لكونهم يعملون كحراس للحزب الديمقراطي الكردستاني، وخلال مغادرتها المركز، أطلق ضابطان النار عليه.